# Max Jacobson
Pour les articles homonymes, voir Dr. Feelgood et Jacobson.
Max Jacobson (1900-1979) est un médecin et chercheur allemand, qui a traité de nombreux patients aux États-Unis, en particulier le président John Fitzgerald Kennedy, dont il a été le médecin personnel. Il a été surnommé « Miracle Max » ou « Dr. Feelgood », parce qu'il administrait entre autres des amphétamines à ses patients.

## Biographie
Né à Fordon, en province de Posnanie le 3 juillet 1900, il ouvre un cabinet à Berlin, puis émigre aux États-Unis en 1936 à la suite de l'arrivée de Hitler au pouvoir, en 1933. Il s'installe à New York où il devient le médecin de personnalités telles que des sportifs, acteurs ou politiciens. Il injecte lui-même ses propres préparations à ses patients. Il voit défiler chez lui de nombreuses personnalités du spectacle et de la politique. Il a été médecin non officiel du président Kennedy. Il a également traité Jackie Kennedy.
Il a été révoqué en tant que médecin en avril 1975 pour avoir administré des amphétamines sans justification médicale. Les règles concernant le contrôle médical aux États-Unis venaient d'être revues, avec en particulier la création de la Drug Enforcement Administration, agence chargée de lutter contre le trafic et la distribution de drogues aux États-Unis.

## Filmographie
- 2019 : A droite sur la photo, documentaire de Christian Huleu, portrait de Max Jacobson  (52 minutes).